# Aulacospira
Aulacospira is een geslacht van weekdieren uit de klasse van de Gastropoda (slakken).

## Soorten
- Aulacospira conica Vermeulen, Phung & Truong, 2007
- Aulacospira depressa Dumrongrojwattana & Panha, 2006
- Aulacospira furtiva Vermeulen & Aiken, 2020
- Aulacospira hololoma (Möllendorff, 1887)
- Aulacospira khaobote Dumrongrojwattana & Panha, 2006
- Aulacospira khaopratun Dumrongrojwattana & Panha, 2005
- Aulacospira krobyloides Páll-Gergely & Schilthuizen, 2019
- Aulacospira lampangensis Panha & J. B. Burch, 2002
- Aulacospira lens Páll-Gergely & Auffenberg, 2019
- Aulacospira mucronata (Möllendorff, 1887)
- Aulacospira nutadhirai Dumrongrojwattana & Tanmuangpak, 2020
- Aulacospira panhai Dumrongrojwattana, 2008
- Aulacospira pluangtong Panha & J. B. Burch, 2004
- Aulacospira porrecta Quadras & Möllendorff, 1894
- Aulacospira rhombostoma Quadras & Möllendorff, 1896
- Aulacospira scalatella (Möllendorff, 1888)
- Aulacospira smaesarnensis Panha & J. B. Burch, 2002
- Aulacospira tekavongae Dumrongrojwattana & Tanmuangpak, 2020
- Aulacospira triptycha Quadras & Möllendorff, 1895
- Aulacospira vanwalleghemi Dumrongrojwattana & Tanmuangpak, 2020

### Synoniemen
- Aulacospira (Micropetasus) Möllendorff, 1890 => Aulacospira Möllendorff, 1890
  - Aulacospira (Micropetasus) hololoma (Möllendorff, 1887) => Aulacospira hololoma (Möllendorff, 1887)
  - Aulacospira (Micropetasus) mucronata (Möllendorff, 1887) => Aulacospira mucronata (Möllendorff, 1887)
  - Aulacospira (Micropetasus) porrecta Quadras & Möllendorff, 1894 => Aulacospira porrecta Quadras & Möllendorff, 1894
- Aulacospira azpeitiae Hidalgo, 1890 => Pseudostreptaxis azpeitiae (Hidalgo, 1890)
- Aulacospira depressa (Jaeckel, 1950) => Tonkinospira depressa (Jaeckel, 1950)
- Aulacospira depressiana Dumrongrojwattana & Panha, 2006 => Aulacospira depressa Dumrongrojwattana & Panha, 2006